# Tekulai Hilir
Tekulai Hilir is een bestuurslaag in het regentschap Indragiri Hilir van de provincie Riau, Indonesië. Tekulai Hilir telt 1217 inwoners (volkstelling 2010).